# 岩泉小本站
岩泉小本站（日语：／ Iwaizumiomoto eki */?）是位於岩手縣下閉伊郡岩泉町小本，三陸鐵道的谷灣線車站。車站的愛稱為「泉湧岩」。名稱取自車站鄰近小本川源頭是從龍泉洞湧出的水。此站是龍泉洞的玄關口車站。

## 歷史
當初岩泉線計劃建設至此站。但是最後沒有落成，取而代之為JR巴士東北陸中海岸線，巴士路線行走於此站至岩泉站之間。在2003年（平成15年）JR巴士不再營運該路線，由岩泉町民巴士取代。
在車站啟用時的名稱是小本駅（日语：／）。在2014年（平成26年）4月1日，岩泉線廢止，岩泉站也同時廢止。自此岩泉町內再沒有車站名為「岩泉」，因此岩泉町向三陸鐵道請求。在2015年（平成27年）12月23日，此站冠上了「岩泉」兩字。
- 1984年（昭和59年）4月1日：三陸鐵道北谷灣線車站啟用。當時車站名為小本站。
- 2011年（平成23年）
  - 3月11日：發生東北地方太平洋近海地震（東日本大震災），使北谷灣線全線暫停營業。
  - 3月29日：田老站至此站之間重開。
- 2014年（平成26年）
  - 4月6日：此站至田野畑站之間重開，北谷灣線全線重開[2]。
  - 5月12日：車站大樓重建工程開始[3]。
  - 7月14日：開始建造新車站大樓暨「海嘯防災避難設施」、集會設施[4]。中止車站售票業務。
- 2015年（平成27年）
  - 12月23日：車站大樓暨「小本海嘯防災中心」完成，車站改名為岩泉小本站[5]。
  - 12月28日：「小本海嘯防災中心」開始使用，重開車站售票業務。
- 2019年（平成31年）3月23日：東日本旅客鐵道釜石至宮古之間由三陸鐵道接管，此站成為谷灣線車站[6]。

## 車站構造
此站是高架車站，設有1面2線的島式月台。

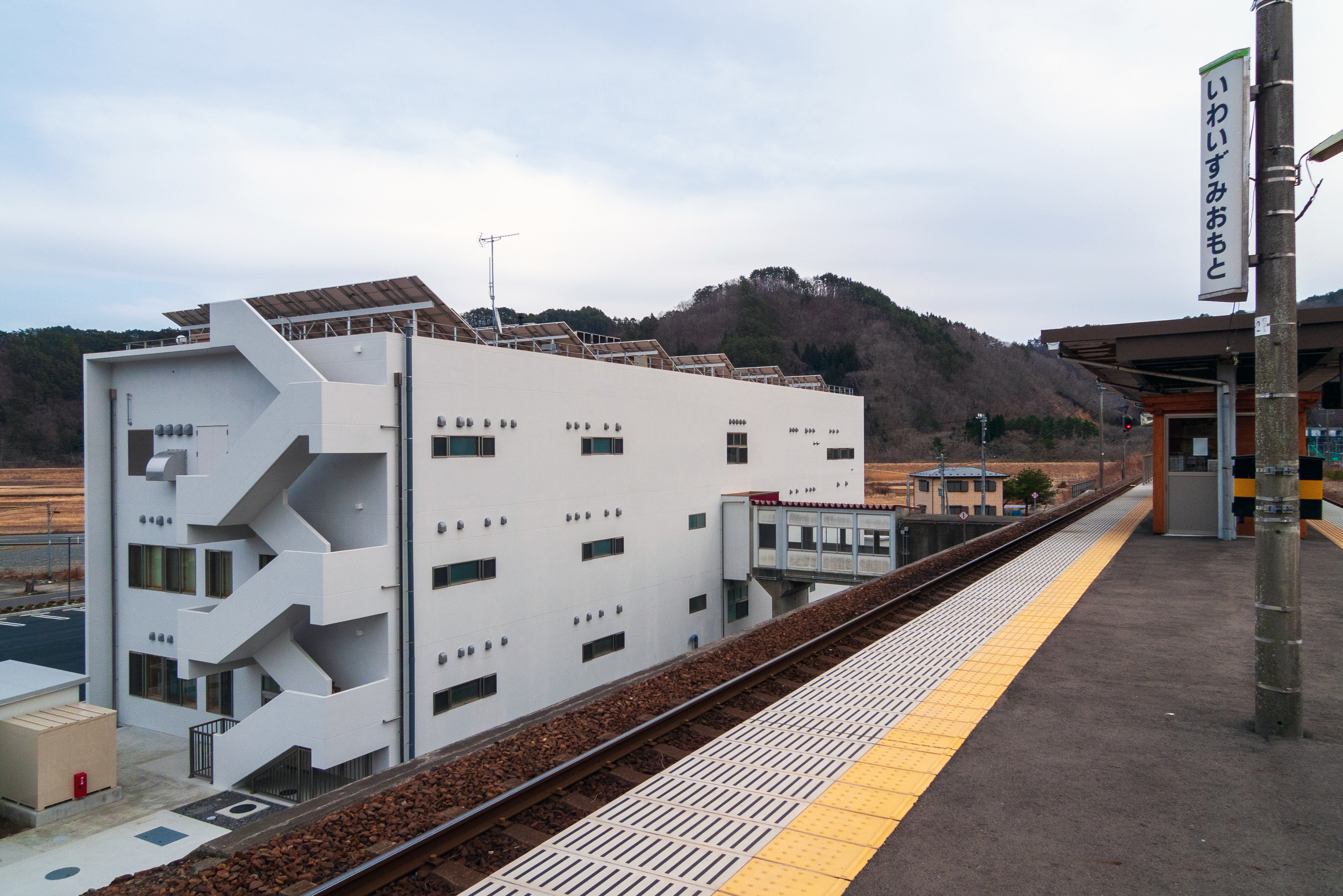
月台（2016年3月）

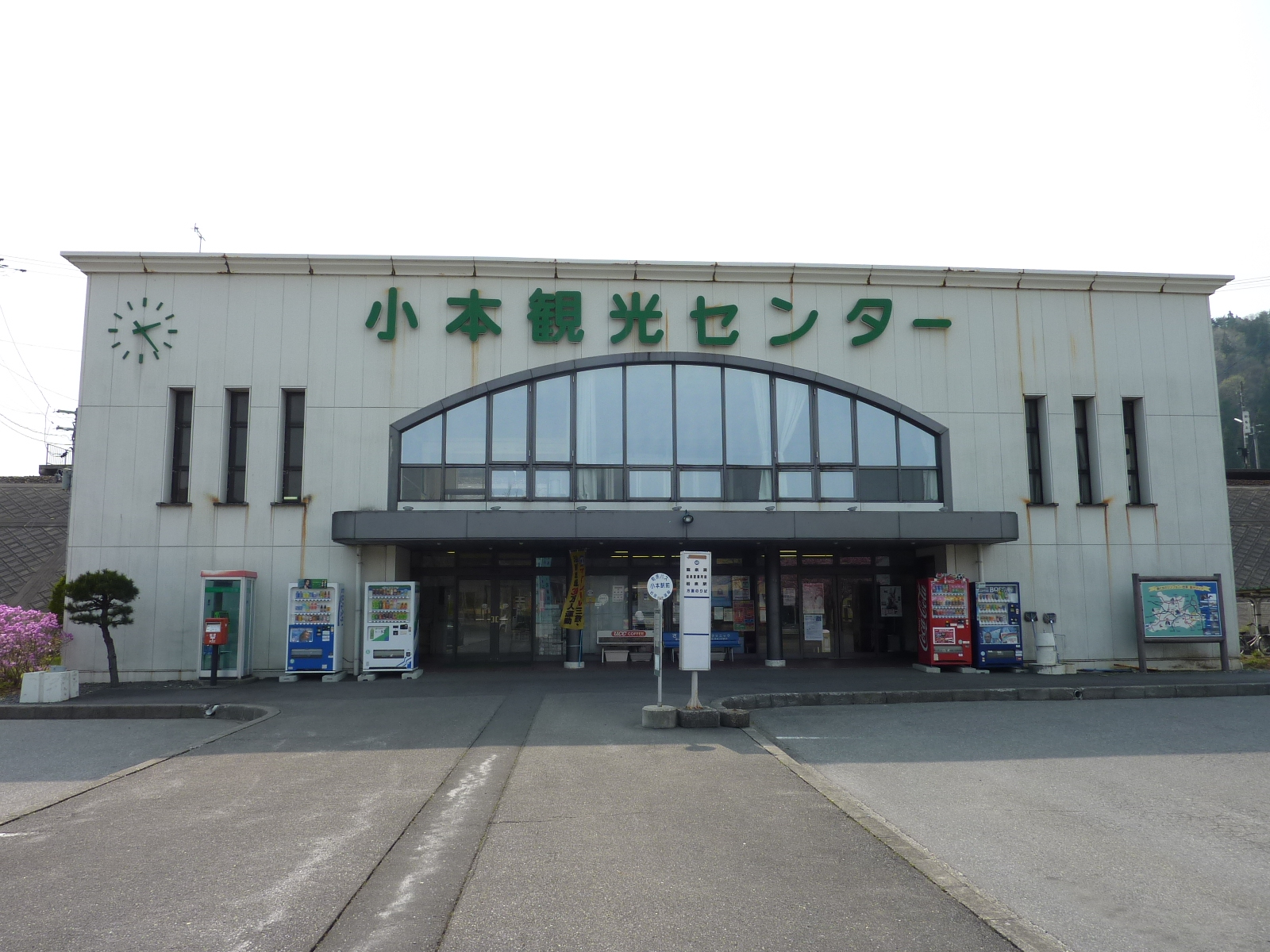
舊站房「小本觀光中心」（2010年5月）

車站大樓是一座3層高的建築物。大樓同設有小本海嘯防災中心、岩泉町公所小本分所和小本診所。大樓內設有發生海嘯等災害時的臨時避難所。在小本海嘯防災中心建成前，該處曾經為岩泉町的「小本觀光中心」，在該處設有售票服務。在2014年7月，車站大樓重建工程開始，在2015年12月23日，小本海嘯防災中心完成。
現時，售票業務委托了岩手縣北自動車負責。大樓內也設有宮古營業所小本分所，營業所內可購買三鐵車票、縣北巴士定期券、巴士卡，也設有旅行資訊（岩手縣北觀光小本分所）和商店。

### 月台
| 月台 | 路線    | 上下行 | 方向               |
| ---- | ------- | ------ | ------------------ |
| 1    | ■谷灣線 | 上行   | 宮古、釜石、盛方向 |
| 2    | ■谷灣線 | 下行   | 久慈方向           |

在2號月台上宮古方向設有出發信號燈，因此此站可折返至宮古站。在東日本大震災後，2014年4月全線重開前，此站暫時設有折返列車班次。在2019年3月24日至2020年3月19日之間，晚間設有行走於宮古站至此站之間的區間列車班次（星期六和假日暫停服務，上行為快速班次）。

## 使用狀況
| 1日上下車人次變化 | 1日上下車人次變化 |
| 年度              | 1日平均人次       |
| ----------------- | ----------------- |
| 2011年            | 182               |
| 2012年            | 227               |
| 2013年            | 215               |
| 2014年            | 114               |
| 2015年            | 120               |
| 2016年            |                   |
| 2017年            |                   |
| 2018年            | 124               |

## 車站周邊
車站與小本中心有一段距離。在小本中心曾經設有國鐵巴士的汽車站小本站。該站是「第一代」的小本站。
- 國道455號（日语：国道455号） - 位於站前。
- 三陸北縱貫道路（日语：三陸北縦貫道路）岩泉龍泉洞交匯處（日语：岩泉龍泉洞インターチェンジ）
- 小本郵局（日语：小本郵便局）
- 岩泉町立小本中學
- 小本溫泉黃金八大龍王之湯 - 車站東北步行10分鐘。
- 小本川
- 岩手縣道291號小本港線（日语：岩手県道291号小本港線）
- 國道45號
- 茂師海岸 - 日本首個發現恐龍化石的位置。

## 巴士路線
- 岩泉町民巴士（日语：岩泉町民バス）
  - 龍泉洞、岩泉消防署前方向（岩泉運輸（日语：岩泉自動車運輸）、岩手縣北巴士（日语：岩手県北自動車））
  - 小本、大牛內方向（岩泉運輸、舊小本分所前更遠的部分班次除外，均需要預約[9]。）
- 岩手縣北巴士
  - 田老、宮古站方向

※前往岩泉町公所方向，需要乘坐岩手縣北巴士、岩泉町民巴士於岩泉消防署前轉乘。

## 相鄰車站
三陸鐵道
■谷灣線
攝待－岩泉小本－島越

## 注腳
1. ↑  . 三陸鉄道株式会社. 2015-11-24  [2015-11-25]. （原始内容存档于2015-11-25） （日语）.
2. ↑  . 岩手日報 (岩手日報社). 2014-01-02  [2014-01-11]. （原始内容存档于2014-01-03） （日语）.
3. ↑  . 三陸鉄道. 2014-05-12  [2015-07-18]. （原始内容存档于2014年7月20日） （日语）.
4. ↑  鬼山親芳(2014年7月15日). “複合施設:避難所を兼ね、整備 岩泉・小本で起工式”. 毎日新聞 (毎日新聞社)
5. 1 2  . Response. 2015-11-25  [2015-12-24]. （原始内容存档于2020-11-15） （日语）.
6. ↑  . 毎日新聞 (毎日新聞社). 2019-03-23  [2019-03-24]. （原始内容存档于2019-03-23） （日语）.
7. ↑  . 岩手日報 (岩手日報社). 2015-12-24  [2016-11-05]. （原始内容存档于2016-11-05） （日语）.
8. ↑  国土数値情報(駅別乗降客数データ)2011-2015年  （页面存档备份，存于）（日語） - 國土交通省，国土数値情報(駅別乗降客数データ)2018年  （页面存档备份，存于）（日語） - 國土交通省，2019年9月3日參閲
9. ↑  小本線[]（日語）　岩泉町(PDF)　2019年6月25日參閲。

## 外部連結
- 車站·周邊資訊【岩泉小本站】 （页面存档备份，存于）（日語）：三陸鐵道